# Litani (Zuid-Amerika)

Kaart van Litani Rivier in Suriname

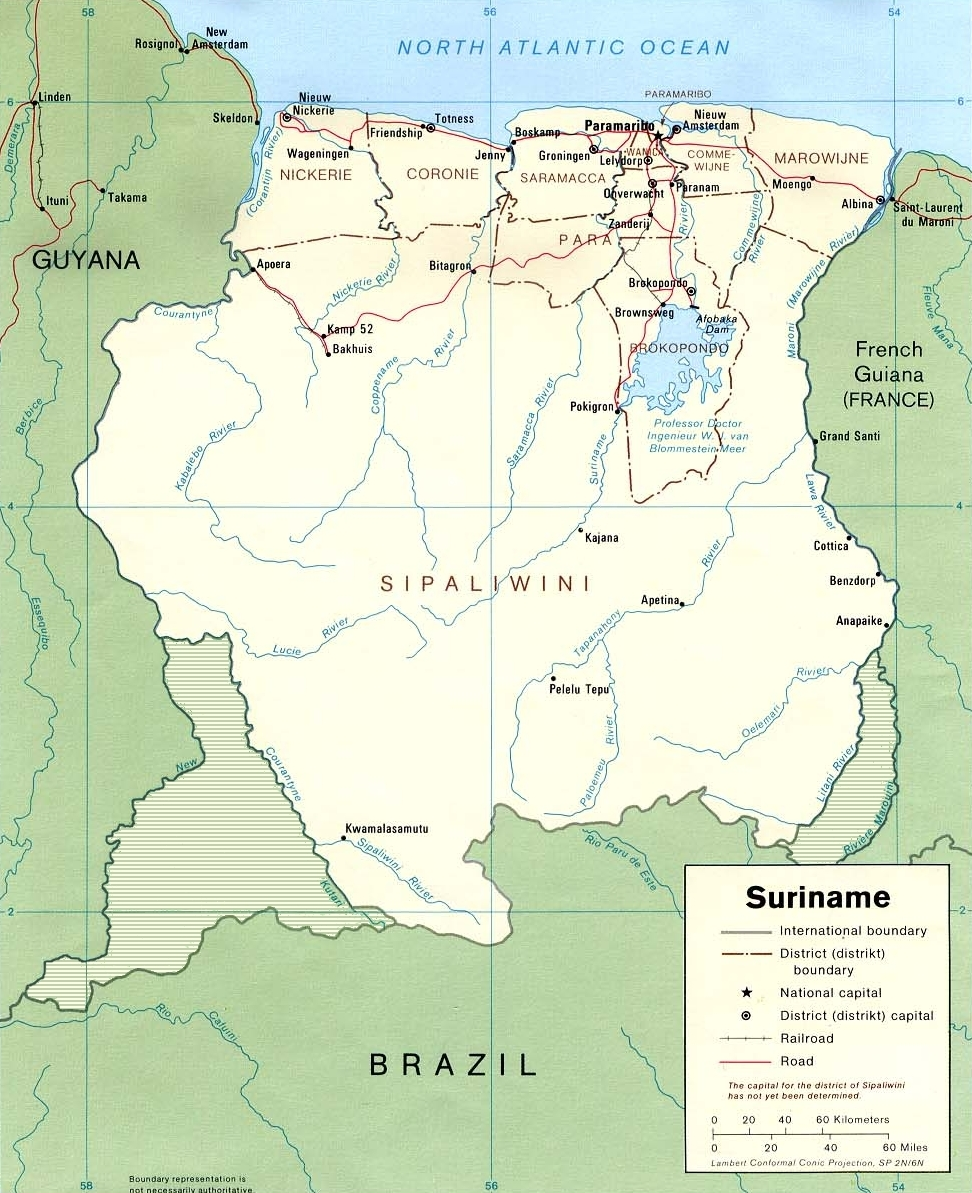
Litani rivier (zuidoostelijk

De Litani (soms ook gespeld als Itany, in het Wayana Aletani) is een rivier in het zuidoosten van het Zuid-Amerikaanse land Suriname. De bron van de Litani ligt in het zuiden van het ressort Tapanahony. De rivier baant zich daarna in noordelijke richting een weg door het regenwoud waar hij de grens vormt tussen Suriname en het door Frans-Guyana en Suriname betwiste gebied dat tussen de rivieren Litani en Marowijne ligt. Uiteindelijk mondt de Litani bij Antecume Pata uit in de Lawa, die vanaf daar de grens vormt.